# Amphidesmus
Amphidesmus is een kevergeslacht uit de familie van de boktorren (Cerambycidae). De wetenschappelijke naam van het geslacht werd voor het eerst geldig gepubliceerd in 1834 door Audinet-Serville.

## Soorten
Amphidesmus omvat de volgende soorten:
- Amphidesmus analis (Olivier, 1795)
- Amphidesmus apicalis (Westwood, 1843)
- Amphidesmus calabaricus (Bates, 1890)
- Amphidesmus platypterus (Westwood, 1841)
- Amphidesmus robustus Aurivillius, 1925
- Amphidesmus theorini Aurivillius, 1886